# Porto de Ovelha
Porto de Ovelha ist ein Ort und eine ehemalige Gemeinde (Freguesia) im portugiesischen Kreis Almeida. In der Gemeinde lebten 47 Einwohner (Stand 30. Juni 2011).
Am 29. September 2013 wurden die Gemeinden Porto de Ovelha und Miuzela zur neuen Gemeinde União das Freguesias de Miuzela e Porto de Ovelha zusammengefasst.